# Woodbury-Gletscher
Der Woodbury-Gletscher ist ein Gletscher an der Danco-Küste des Grahamlands im Norden der Antarktischen Halbinsel. Er fließt unmittelbar nordwestlich des Montgolfier-Gletschers in die Piccard Cove, einer Nebenbucht der Wilhelmina Bay.
Der Falkland Islands Dependencies Survey kartierte ihn mittels Luftaufnahmen der Hunting Aerosurveys Ltd. aus den Jahren von 1956 bis 1957. Das UK Antarctic Place-Names Committee benannte ihn am 23. September 1960 nach dem britischen Fotopionier Walter B. Woodbury (1834–1885), der 1864 die Woodburytypie und 1877 Kameras für Luftaufnahmen mittels Ballons und Drachen entwickelt hatte.